# Blasticotomidae
Famille
Taxons de rang inférieur
- Blasticotominae

Les Blasticotomidae sont une famille d'insectes de l'ordre des hyménoptères, du sous-ordre des symphytes et de la super-famille des Tenthredinoidea.
La famille contient aussi des espèces fossiles : Runaria ostenta, trouvée dans la formation de Florissant au Colorado.

## Genres
- Blasticotoma
- Paremphytus  †
- Runaria